# Worry About Me
"Worry About Me" é uma música da cantora inglesa Ellie Goulding com o cantor norte-americano Blackbear, lançada como segundo single do quarto álbum de estúdio de Goulding, Brightest Blue, pela Polydor Records em 13 de março de 2020. Foi escrita por Goulding e Blackbear, ao lado de Ilya Salmanzadeh, Peter Svensson e Savan Kotecha, e produzido por Ilya. Seu lançamento foi acelerado devido ao vazamento da faixa no início de março de 2020.

## Fundo
Depois que a música vazou em março de 2020, Goulding postou nas mídias sociais em 5 de março "Desde que um de vocês decidiu divulgá-la... Chegando para você na próxima sexta-feira."

## Recepção critica
Ao escrever para o Idolator, Mike Wass opinou que Goulding "afirma sua independência" na faixa, "dizendo ao Sr. Clingy para parar de bisbilhotar seus negócios porque ela está se divertindo [...] com as batidas estrondosas de Ilya", concluindo que é um "banger". Caian Nunes, da Popline, escreveu que Goulding encontra "grande inspiração no hip-hop" na faixa "sem perder seu pop [som]".

## Vídeo de música
O videoclipe foi dirigido por Emil Nava e foi lançado no canal de Goulding no YouTube algumas horas após o lançamento do single.

## Lista de faixas
Download digital
1. "Worry About Me" – 2:59

Download digital & streaming – Remixes EP
1. "Worry About Me" (Lost Frequencies Remix) – 4:11
2. "Worry About Me" (MK Remix) – 3:33
3. "Worry About Me" (Maya Jane Coles Remix) – 4:13
4. "Worry About Me" (Krystal Klear Remix) – 6:01

## Créditos
Créditos adaptados do TIDAL.
- Ellie Goulding - vocal, compositora, letrista, vocalista de fundo, artista associada
- Matthew Tyler Musto - vocal, compositor, letrista, artista associado
- Ilya Salmanzadeh - compositor, letrista, produção, engenharia, programação, baixo, bateria, arranjos de teclados, percussão, pessoal de estúdio, artista associado
- Peter Svensson - compositor, letrista, violão, artista associado
- Savan Kotecha - compositor, letrista, piano, artista associado
- Mylo Kotecha - artista associado, vocalista de fundo
- Leo Kotecha - artista associado, vocalista de fundo
- John Hanes - assistente de mixagem, pessoal de estúdio
- Randy Merrill - engenheiro de masterização, pessoal de estúdio
- Serban Ghenea - mixagem, pessoal de estúdio
- Jason Elliott - engenheiro de gravação, pessoal de estúdio

## Desempenho nas tabelas musicais
| Tabela musical (2020)                         | Melhor posição |
| --------------------------------------------- | -------------- |
| Escócia (Scottish Singles Chart)              | 69             |
| Estados Unidos (Billboard Mainstream Top 40)  | 33             |
| Estados Unidos Digital Song Sales (Billboard) | 50             |
| Israel (Media Forest)                         | 5              |
| Nova Zelândia Hot Singles (RMNZ)              | 16             |
| Reino Unido (UK Singles Chart)                | 78             |
| Romênia (Airplay 100)                         | 80             |